# Jacqueline Lawrence
Jacqueline Lawrence (Cooma, 25 de abril de 1982) es una deportista australiana que compitió en piragüismo en la modalidad de eslalon. Participó en los Juegos Olímpicos de Pekín 2008, obteniendo una medalla de plata en la prueba de K1 individual.

## Palmarés internacional
| Juegos Olímpicos | Juegos Olímpicos | Juegos Olímpicos | Juegos Olímpicos |
| Año              | Lugar            | Medalla          | Competición      |
| ---------------- | ---------------- | ---------------- | ---------------- |
| 2008             | Pekín (China)    | Medalla de plata | K1 individual    |